# Оно, Кадзуо
Кадзуо Оно (яп. 大野 一雄 О:но Кадзуо, 27 октября 1906, Хакодате – 1 июня 2010, Иокогама) – японский танцовщик и хореограф, один из создателей танца буто.

## Биография
Увлекался атлетикой, окончил атлетическую школу. Баптист. Преподавал физическую культуру в частной христианской высшей школе (ушёл в отставку в 1986 году). В 1933 году начал изучать японский современный танец у Такаи Эгути в Иокогаме.  С 1938 года служил в армии, воевал в Китае и Новой Гвинее, оказался в австралийском плену. Позднее он представил своё возвращение в Японию на военном корабле в Танце медузы.
После войны вернулся к занятиям танцем, первый сольный спектакль Танец медузы показал в 1949 году в Токио. В 1949 же создал собственную студию танца (в настоящее время[когда?] ею руководит его сын Ёсито Оно).

## Создание танца буто
В 1950-х годах встретился с Тацуми Хидзикатой, сотрудничал с ним, они вместе стали основателями танцевальной школы буто. В 1960-е годы Хидзиката поставил для Оно сольный спектакль Дивина (по мотивам романа Жана Жене Богоматерь цветов). В 1977 году Оно показал в постановке Хидзикаты сольный спектакль La Argentina Sho (Восхищаясь Архентиной), посвятив его знаменитой исполнительнице фламенко Антонии Мерсе, выступление которой он впервые увидел в 1926 году, что решило его судьбу;  в 1980 году он показал спектакль на международном фестивале танца в Нанси, в 1981 – в экспериментальной театральной лаборатории Эллен Стюарт Ла МаМа, а затем объехал с этой постановкой Страсбург, Лондон, Штутгарт, Париж, Стокгольм. В постановке Хидзикаты также подготовил спектакли Моя мать и Мертвое море, к которым привлек своего сына Ёсито. В 1980-1990-е годы завоевал несколько престижных премий в Японии, в 1999 году получил премию Микеланджело Антониони за вклад в искусство.
Начиная с 1969 года не раз снимался в кино. Написал несколько книг о танце буто, они переведены на европейские языки.

## Последние годы
С 2001 года уже не мог ходить, но продолжал преподавать танец. В январе 2007 года Оно в последний раз появился на публике: это произошло на гала-концерте в честь его 100-летия. Через два с половиной года Кадзуо Оно скончался в больнице от острой дыхательной недостаточности.

## Влияние
В 1995 документальный фильм о мастере снял Даниэль Шмид. К его столетию в 2006 альбом посвященных ему фотографий Сон мотылька выпустил Эйко Хосоэ. Фотография Оно украшает обложку альбома группы Antony and the Johnsons The Crying Light  (2009). 27 октября 2010, в день рождения Кадзуо Оно, состоялся посвященный ему Всемирный уличный буто перформанс  (см.:  Архивная копия от 13 марта 2016 на Wayback Machine).
Кадзуо Оно (как и Тацуми Хидзиката) оказал большое воздействие на современный танец во всем мире, в частности - на творчество Бориса Шармаца, Иветты Божик.